# Louisville Open 1971
Il Louisville Open 1971 è stato un torneo di tennis giocato sulla terra verde. È stata la 2ª edizione del torneo, che fa parte del World Championship Tennis 1971. Si è giocato a Louisville negli Stati Uniti dal 19 al 25 luglio 1971.

## Campioni

### Singolare maschile
Tom Okker ha battuto in finale   Cliff Drysdale con il punteggio di 3–6, 6–4, 6–1

### Doppio maschile
Roy Emerson /  Rod Laver hanno battuto in finale  Ken Rosewall /  Fred Stolle con il punteggio di 6–4 6–4